# Alexander Nouri
Alexander Nouri (pers.: الکساندر نوری, ur. 20 sierpnia 1979 w Buxtehude) – niemiecki trener piłkarski pochodzenia irańskiego. Wcześniej także piłkarz.

## Kariera piłkarska
Nouri jako junior grał w zespołach TSV Altkloster, Buxtehuder SV, Vorwärts/Wacker 04 Billstedt oraz Werder Brema, do którego dołączył w 1994 roku. W 1998 roku został włączony do jego rezerw, a w 1999 roku był z nich wypożyczony do amerykańskiego Seattle Sounders, grającego w USL First Division. Następnie wrócił do rezerw Werderu, a w 2001 roku odszedł stamtąd do KFC Uerdingen 05 z Regionalligi. W 2004 roku przeniósł się do innego zespołu tej ligi – VfL Osnabrück. W sezonie 2006/2007 awansował z nim do 2. Bundesligi.
W 2008 roku Nouri odszedł do Holstein Kiel z Regionalligi, a w sezonie 2008/2009 awansował z nim do 3. Ligi. W 2010 roku przeniósł się do klubu VfB Oldenburg (Regionalliga), gdzie po sezonie 2010/2011 zakończył karierę.

## Kariera trenerska
Karierę szkoleniową Nouri rozpoczął w VfB Oldenburg jako trener zespołu U-17. Następnie był asystentem trenera pierwszej drużyny, a także jej samodzielnym szkoleniowcem. W 2014 roku przeszedł do Werderu Brema, gdzie początkowo był asystentem w rezerwach, a potem trenerem rezerw. W październiku 2016 objął stanowisko szkoleniowca pierwszego zespołu Werderu, grającego w Bundeslidze. Zadebiutował w niej 15 października 2016 w wygranym 2:1 meczu z Bayerem 04 Leverkusen. W sezonie 2016/2017 zajął z klubem 8. miejsce w Bundeslidze.